# Cyprus International 1998
Die Cyprus International 1998 im Badminton fanden vom 23. bis zum 25. Oktober 1998 statt.

## Sieger und Platzierte
| Disziplin    | Gold                           | Silber                            | Bronze                          |
| ------------ | ------------------------------ | --------------------------------- | ------------------------------- |
| Herreneinzel | Konstantin Dobrev              | Nir Yusim                         | Lars Nielsen                    |
| Herreneinzel | Konstantin Dobrev              | Nir Yusim                         | Asparuch Nedkov                 |
| Dameneinzel  | Diana Knekna                   | Elena Iasonos                     | Karin Knudsen                   |
| Dameneinzel  | Diana Knekna                   | Elena Iasonos                     | Bettina Menczel                 |
| Herrendoppel | Lars Nielsen Peter Jensen      | Konstantin Dobrev Asparuch Nedkov | Lars Petersen Bo Wendel         |
| Herrendoppel | Lars Nielsen Peter Jensen      | Konstantin Dobrev Asparuch Nedkov | Jesper Ditlevsen Jan Munk       |
| Damendoppel  | Diana Koleva Raina Tzvetkova   | Elena Iasonos Diana Knekna        | Karin Knudsen Mariana Nielsen   |
| Damendoppel  | Diana Koleva Raina Tzvetkova   | Elena Iasonos Diana Knekna        | Annita Kunze Bettina Menczel    |
| Mixed        | Konstantin Dobrev Diana Koleva | Leon Pugach Rina Fridman          | Asparuch Nedkov Raina Tzvetkova |
| Mixed        | Konstantin Dobrev Diana Koleva | Leon Pugach Rina Fridman          | Peter Jensen Karin Knudsen      |